# セルヒオ・レギロン
セルヒオ・レギロン・ロドリゲス（Sergio Reguilon Rodriguez, 1996年12月16日 - ）は、スペイン・マドリード出身のサッカー選手。トッテナム・ホットスパーFC所属。スペイン代表。ポジションはDF。

## 経歴
8歳でレアル・マドリードの下部組織に加入。2015年にはレアル・マドリード・カスティージャに昇格できず、UDログロニェスへ短期レンタルののち2016-17シーズンにカスティージャに加わった。カスティージャではサンティアゴ・ソラーリのもと好パフォーマンスを披露し、2018-19シーズンからトップチームに昇格した。
2018年10月2日、UEFAチャンピオンズリーグ グループリーグ第2節CSKAモスクワ戦で先発出場し、トップチームデビューを果たした。同月にフレン・ロペテギが解任されてソラーリが監督に就任すると、テオ・エルナンデスがレアル・ソシエダへレンタル移籍してマルセロが負傷したタイミングで出場機会を獲得。その後の4試合で全勝、3試合でクリーンシートを達成し、マルセロ復帰後もスターティングメンバーを守った。
2019年7月5日、セビージャFCに2020年6月30日までのレンタルで移籍した。加入後はUEFAヨーロッパリーグで優勝を経験。
2020年9月19日、トッテナム・ホットスパーFCに買い戻しOP付きで完全移籍した。契約期間は2025年までで、背番号は3番。
2022年8月30日、アトレティコ・マドリードへのレンタル移籍が発表された。
2023年9月1日、ルーク・ショーとタイレル・マラシアの負傷で左SB不足に陥っていたマンチェスター・ユナイテッドFCへのレンタル移籍が発表された。リーグ戦9試合に出場したが、冬にレンタル打ち切りとなった。
2024年1月17日、ブレントフォードFCへのレンタル移籍が発表された。

## 所属クラブ
- 2015 - 2017  CDログロニェス
- 2017 - 2018  レアル・マドリード・カスティージャ
- 2018 - 2020  レアル・マドリード

2019 - 2020  セビージャFC (loan)
- 2020 -  トッテナム・ホットスパーFC

2022 - 2023  アトレティコ・マドリード (loan)
2023 - 2024  マンチェスター・ユナイテッドFC (loan)
2024 -  ブレントフォードFC (loan)

## タイトル

### クラブ
レアル・マドリード
- FIFAクラブワールドカップ: 1回（2018）

セビージャFC
- UEFAヨーロッパリーグ: 1回（2019–20）